# Châteauneuf (Côte-d'Or)
Châteauneuf é uma comuna francesa na região administrativa da Borgonha-Franco-Condado, no departamento de Côte-d'Or. Estende-se por uma área de 10,5 km². Em 2010 a comuna tinha 84 habitantes (densidade: 8 hab./km²).